# 楊暨
楊暨（？—？），字休先，滎陽郡菀陵縣人，驍騎將軍楊恪之子。三國時期曹魏大臣。官至中領軍。逝世後，謚號肅侯。

## 生平
太和二年（公元228年），石亭之戰曹休大敗，曹休上書謝罪，魏明帝派遣時任屯騎校尉的楊暨安撫曹休，賜禮隆重。
太和六年（公元232年），公孫淵在遼東反叛，魏明帝想要征討，但找不到合適的人選，時任中領軍的楊暨推舉田豫前去討伐，於是任命田豫以本官統帥青州諸軍，持朝廷符節前去討伐。
中領軍楊暨是魏明帝的親信大臣，亦敬重劉曄，魏明帝打算討伐蜀漢，朝臣皆言不可伐，劉曄私下卻對明帝說可以；出去卻附和群臣說不可伐，楊暨是屬堅決反對明帝伐蜀漢，每回從朝廷出來便去詢問劉曄意見，劉曄與楊暨見面時皆說不可攻伐，一次，明帝和楊暨討論是否伐蜀，楊暨懇切進諫反對攻伐蜀漢之事；明帝被勸煩了便指責他只是書生，不懂軍事，楊暨說自己的觀點不足採信但劉曄常說不可以攻伐，於是便找來劉曄與楊暨對質，但召見後劉曄卻不發一言。後來劉曄私下見明帝，劉曄指責明帝伐蜀大計豈能隨意告訴其他人，如此顯露恐怕蜀漢已得知要來進攻的情報；明帝感謝劉曄。後見楊暨又指責他對君主進言過於直率，應該要婉轉表達；楊暨亦感謝他。

## 後代

### 子
- 楊肇，西晉荊州刺史

### 孫
- 楊潭，字道原，東武康侯。
- 楊歆，字公嗣。
- 楊氏，潘岳妻，元康八年（公元298年）去世。潘岳對亡妻甚是懷思，著有《內顧詩二首》、《楊氏七哀詩》、《哀永逝文》等。

### 曾孫
- 楊彧，字長文，楊潭長子。
- 楊綏，一作楊經，字仲武，楊潭次子，也擅長草書和隸書。